# Bauré
Baure, pleme Arawakan Indijanaca iz bolivijskog departmana Beni u provincijama Itenéz i Mamoré. Suvremena populacija iznosi im 631 (2000). Većina ih živi na općinama Baures, Huacareja i Magdalena u selima San Miguel, Tujure, Cairo, Alta Gracia, Jasiaquini, Bereuro, San Francisco, San Pedro, Buena Hora, Las Peñas, Pueblo Baure i El Carmen. zemljodjelci, lovci, ribari i sakupljači. Po vjeri su animisti (duhovi prirode achané). Jezik im je gotovo nestao, 13 govornika (2000 Adelaar). 